# Астрономічна обсерваторія високих енергій 3

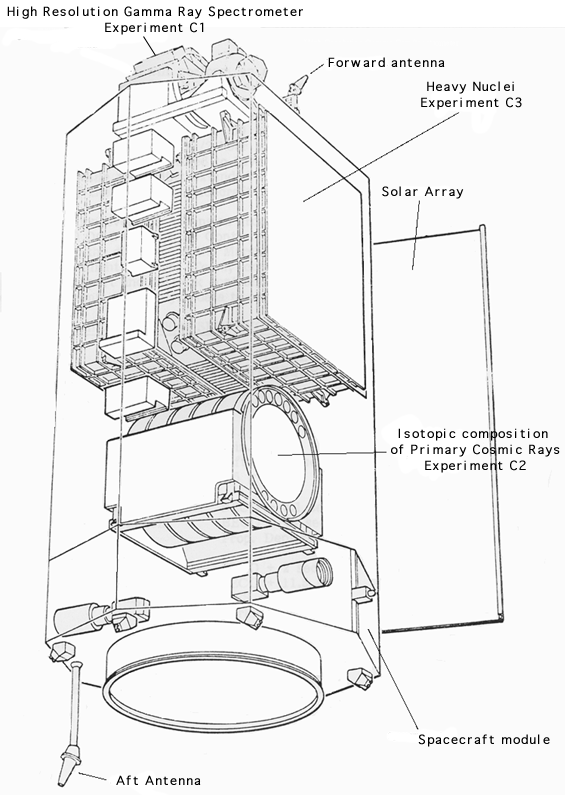
Діаграма супутника HEAO 3

Остання з трьох астрономічних обсерваторій НАСА з високими енергіями, HEAO 3, була запущена 20 вересня 1979 року ракетою-носієм Atlas-Centaur на майже круглу низьку навколоземну орбіту з кутом нахилу 43,6 градуса з початковим перигеєм 486,4. км. Нормальним режимом роботи було безперервне сканування небесного простору з обертанням приблизно раз на 20 хв навколо осі z космічного апарата, яка номінально була спрямована на Сонце. Загальна маса обсерваторії на момент запуску становила 2 660,0 кілограмів (5 864,3 фунта).
HEAO 3 включав три наукові інструменти: перший кріогенний германієвий гамма-спектрометр високої роздільної здатності та два, присвячені спостереженням космічних променів. Наукові цілі трьох експериментів місії полягали в наступному:
(1) вивчення інтенсивності, спектра та часової поведінки джерел рентгенівського та гамма-випромінювання в діапазоні від 0,06 до 10 МеВ; вимірювання ізотропії дифузного рентгенівського та гамма-фону; проведення дослідницького пошуку рентгенівських та гамма-лінійних випромінювань;
(2) визначити ізотопний склад найбільш поширених компонентів потоку космічного випромінювання з атомною масою від 7 до 56, а також потоку кожного елемента з атомним номером (Z) від Z = 4 до Z = 50;
(3) для пошуку надважких ядер до Z = 120 і вимірювання складу ядер з Z >20.

## Експеримент з гамма-лінійним спектрометром
Прилад HEAO "C-1" (як його називали до запуску) був експериментом з огляду неба, що працював у діапазонах жорсткого рентгенівського та низькоенергетичного гамма-випромінювання. Гамма-спектрометр був спеціально розроблений для пошуку лінії гамма-випромінювання 511 кеВ, утвореної анігіляцією позитронів у зірках, галактиках і міжзоряному середовищі (ISM), випромінювання ядерної лінії гамма-випромінювання, яке очікується від взаємодії космічних променів. в ISM — радіоактивні продукти космічного нуклеосинтезу та ядерні реакції, спричинені космічними променями низької енергії. Крім того, було проведено ретельне дослідження спектральних і часових варіацій відомих джерел жорсткого рентгенівського випромінювання.
Експериментальний комплект містив чотири охолоджувані детектори Ge гамма-випромінювання p-типу високої чистоти загальним об'ємом близько 100 см {\displaystyle ^{3}}, укладений у товсту (6.6 см середній) сцинтиляційний екран із йодиду цезію (CsI) в активному анти-збігу для придушення стороннього фону. Експеримент був здатний вимірювати енергії гамма-випромінювання в інтервалі енергій від 0,045 до 10 МеВ. Система Ge-детекторів мала початкову енергетичну роздільну здатність краще ніж 2,5 кеВ при енергії 1,33 МеВ і лінійну чутливість від 1.E-4 до 1.E-5 фотонів/см2-с, залежно від енергії. Ключовими експериментальними параметрами були (1) коефіцієнт геометрії 11,1 см 2 -sr, (2) ефективна площа ~75 см {\displaystyle ^{2}} при 100 кеВ, (3) поле зору ~30 градусів FWHM при 45 кеВ і (4) роздільна здатність за часом менше 0,1 мс для германієвих детекторів і 10 с для детекторів CsI. Гамма-спектрометр працював до 1 червня 1980 року, коли його кріоген був вичерпаний. Енергетична роздільна здатність Ge-детекторів піддавалася деградації (приблизно пропорційній енергії і часу) через радіаційні пошкодження. Первинні дані доступні на сайті NASA HESARC і в JPL. Вони включають дані про прилади, орбіту та аспекти, а також деяку інформацію про космічні апарати на бінарних стрічках з роздільною здатністю 1600 біт на дюйм. Деякі з цих матеріалів згодом були заархівовані на більш сучасних носіях. Експеримент був запропонований, розроблений і керований Лабораторією реактивного руху Каліфорнійського технологічного інституту під керівництвом доктора Аллана С. Джейкобсона.

## Експеримент ізотопного складу первинних космічних променів
Експеримент HEAO C-2 вимірював відносний склад ізотопів первинних космічних променів між берилієм і залізом (Z від 4 до 26) та вміст елементів аж до олова (Z=50). Лічильники Черенкова та годоскопи разом із магнітним полем Землі утворили спектрометр. Вони визначили заряд і масу космічних променів з точністю до 10% для найпоширеніших елементів в діапазоні імпульсів від 2 до 25 ГеВ/c (c=швидкість світла). Наукове керівництво здійснювали головні дослідники професор Бернард Пітерс та д-р Льої Кох-Мірамонд. Первинна база даних зберігається в Центрі ядерних досліджень Сакле та Данському інституті космічних досліджень. Інформацію про продукти даних наведено в Engelman та ін. 1985.

## Експеримент з важкими ядрами
Метою експерименту HEAO C-3 було вимірювання зарядового спектра ядер космічного випромінювання в діапазоні ядерних зарядів (Z) від 17 до 120 в інтервалі енергій від 0,3 до 10 ГеВ/нуклон; характеристика джерел космічного випромінювання, процесів нуклеосинтезу та режимів розповсюдження. Детектор складався з двостороннього приладу з верхнього і нижнього годоскопів і трьох двощілинних іонних камер. Два кінці були розділені випромінювачем Черенкова. Геометричний фактор становив 4 см2-ср. Іонні камери могли розрізняти заряд до 0,24 одиниць заряду при низьких енергіях і 0,39 одиниць заряду при високих енергіях і високому Z. Лічильник Церенкова міг розрізняти від 0,3 до 0,4 одиниць заряду. Bins та ін. надайте більш детальну інформацію. Експеримент був запропонований і керований Лабораторією космічної радіації Каліфорнійського технологічного інституту (Caltech) під керівництвом головного дослідника проф. Едвард С. Стоун, молодший з Каліфорнійського технологічного інституту, і д-р Мартін Х. Ізраель, і д-р Сесіл Дж. Уоддінгтон.

## Проєкт
Проект HEAO 3 був останньою місією в серії Астрономічної обсерваторії високих енергій, якою керував Центр космічних польотів імені Маршалла NASA (MSFC), де вченим проекту був доктор Томас А. Парнелл, а керівником проекту був доктор Джон. Ф. Стоун. Головним підрядником виступив TRW .